# Кохрихт Фелікс Давидович
Фелікс Давидович Кохрихт (нар. 28 листопада 1939, Одеса, Українська РСР, СРСР) — український телеведучий, журналіст, культуролог, редактор, колекціонер, член Національної спілки журналістів (1966) та Спілки театральних діячів України, також Всесвітнього клубу одеситів, громадської ради Музею сучасного мистецтва Одеси, ради першого Одеського джаз-клубу. Голова ради Центру сучасного мистецтва Одеси, один із засновників першого Одеського джаз-клубу, делегат установчого з'їзду Радянської Джазової федерації (1988).

## Життєпис
Народився в Одесі 28 листопада 1939 року.
Закінчив Одеське медичне училище № 3 (колишнє Військово-морське медичне училище), Одеський національний університет імені І. І. Мечникова (філологічний факультет, заочне відділення). Працював у медичних закладах та НДІ, в ті ж роки почав співпрацювати як журналіст з одеськими виданнями. З кінця 50-х років писав статті про одеських художників-нонконформістів, організовував виставки їх робіт в редакціях. Виступав у ролі одного з засновників Товариства одеських художників (ТОХ), Центру сучасного мистецтва ТИРС та Центру сучасного мистецтва «Сорос-Одеса», де був президентом і головою ради, був членом Джазової федерації ЮНЕСКО, входить в журі одеського міжнародного фестивалю «Майстер-Джем Фест».
Активно брав участь у створенні пам'ятника Ісааку Бабелю в Одесі. Брав участь у Першому Гоголівському відкритому літературному фестивалі в Одесі (вересень 2009 р.).

В даний час Фелікс Кохрихт продовжує активну громадську діяльність та плідну роботу на ниві журналістики: редактор альманаху «Дерибасівська-Рішельєвська», редактор проекту «Одеська бібліотека» (спільний проект Всесвітнього клубу одеситів і АТ ПЛАСКЕ), автор і ведучий програми-онлайн «Діалоги на Ніжинській», редактор, автор та упорядник книг та збірок, в тому числі — томів серії «Одеська бібліотека», збірки «Чорний квадрат над Чорним морем», збірки «Ойкумена одесита».

## Діяльність
З 1959 року працював у газетах «Південна зоря», «Прапор комунізму» («ЮГ»), «Ах, Одеса!», «Гласність», «Слово», де обіймав посади від випускає і кореспондента до відповідального секретаря та заступника головного редактора.

Завідувач позаштатним відділом газети «Студентські вісті» (СВ) в газеті «Комсомольське плем'я», пізніше — «Комсомольська іскра» (з 1960 по 1963 рік)

Заступник відповідального секретаря газети «Прапор комунізму» («ЮГ»)

Член ради Одеського джаз-клубу (з 1980 р.)

Член Центральної ради Радянської джазової федерації (з 1988)

Заступник редактора (1992—1997 гг.) тижневика «Слово» [Архівовано 13 квітня 2014 у Wayback Machine.]

Один із засновників і головний редактор (до 1996 р.) журналу «Одеса»

Один із засновників і редактор (з 2000 року) альманаху «Дерибасівська — Рішельєвська»

Учасник телевізійного циклу бесід ректора Одеського державного медичного університету Валерія Запорожана «Медичний Меридіан» (2005 г.).

Голова ради благодійного фонду «Центр сучасного мистецтва-Одеса»

Автор і ведучий телепрограми «Діалоги» (ТРК «АРТ», м. Одеса)

Ведучий і керівник авторської телепрограми «Співрозмовник» (ТРК «РІАК», м. Одеса)

Власний кореспондент радіо «RTN» (США)

Голова клубу «Бесіда» Всесвітнього клубу одеситів.

Редактор видавничого проекту «Одеська бібліотека»

Редактор книги Йосипа Райхельгауза «Одеська книжка»

Ведучий авторського проекту «Діалоги на Ніжинській»

## Визнання та нагороди
«Золоте перо Одеси»

Золота медаль «Незалежність», заснована Київською обласною журналістською організацією.

Орден «Золотий хрест» від Асоціації працівників культури та мистецтва України — за вагомий внесок у розвиток культури та мистецтва і зміцнення дружби між народами.

«Знак пошани» Одеського міського голови.

Почесна відзнака Одеського міського голови «За заслуги перед містом»

## Цікаві факти
У 20 років Фелікс Кохріхт закінчив Одеське військово-морське медичне училище. Випускався як цивільний медик і деякий час працював у психіатричній лікарні.

Батько, Давід Кохріхт, учасник Першої світової війни, Кавалер двох Георгієв, мав кілька медалей, до середини 30-х років служив у Червоній одеської міліції Бульварного району.

Прадід, Ісаак Якович Кохрихт, був купцем першої гільдії, власником ювелірних магазинів в Одесі, меценатом, старостою в синагозі.